# San José Miahuatlán (kommun)
San José Miahuatlán är en kommun i Mexiko.   Den ligger i delstaten Puebla, i den sydöstra delen av landet, 230 km sydost om huvudstaden Mexico City.
Följande samhällen finns i San José Miahuatlán:
- San José Miahuatlán
- San Pedro Tetitlán
- San Jerónimo Axochitlán
- San Mateo Tlacoxcalco